# Partido de Saladillo
Saladillo es uno de los 135 partidos en que se encuentra dividida administrativamente la Provincia de Buenos Aires de la República Argentina (ubicado en el interior de esta provincia). Está ubicado en el centro-norte de esta provincia, a la vera de la RN 205, y tiene como cabecera a la ciudad de Saladillo. Forma parte de la Séptima Sección Electoral de la Provincia de Buenos Aires.

## Toponimia
El nombre Saladillo deriva de las aguas salobres de los arroyos que atraviesan su superficie. Saladillo tuvo distintos epónimos: "del Saladillo", "El tránsito de Saladillo", "La Asunción de Saladillo" y Saladillo, conservándose finalmente este último.

## Localización
El partido de Saladillo se localiza en la Pampa Deprimida, en la cuenca del río Salado, en la Provincia de Buenos Aires. Sus límites eran, en 1863, por el noreste, el río Salado que lo separaba de Lobos, General Belgrano y Monte, al noroeste el arroyo Saladillo que lo divide con 25 de Mayo y hacia el sur el arroyo Las Flores, que lo separa del partido de igual nombre. En la actualidad los límites son, el arroyo Saladillo, que divide el partido con Roque Pérez y 25 de Mayo, el arroyo Las Flores que lo separa del partido homónimo y el Canal 16 que marca el límite con el partido de General Alvear.
La ciudad de Saladillo está ubicada 180 km al suroeste de la ciudad de Buenos Aires, sobre la ruta nacional 205. Está rodeada por extensas llanuras, elevándose 43 metros sobre el nivel del mar. El partido de Saladillo, que incluye las localidades de Del Carril, Polvaderas, Cazón y Álvarez de Toledo, está conectado por la ruta nacional 205 y rutas provinciales 51, 63 y 215.

## Historia
Saladillo es un caso singular, ya que su pueblo cabecera fue creada muchos años después de la creación del partido.
A partir de la presidencia de Bernardino Rivadavia, a mediados de 1820, el actual partido de Saladillo fue un lugar habitado por los primeros pobladores blancos provincianos que habían cruzado el Río Salado que demarcaba la línea natural entre blancos y aborígenes. Al sur de esta línea de frontera se establecieron los primeros estancieros dedicados a la explotación extensiva de la ganadería bovina y ovina. Estos establecimientos rurales eran constantemente atacados por los malones de los aborígenes quienes se llevaban cautivos y robaban el ganado.   [cita requerida]R 
Durante la próspera gobernación de Juan Manuel de Rosas, por decreto del entonces gobernador de Buenos Aires, el 25 de diciembre de 1839, fue creado el partido de Saladillo, que tomo su nombre del arroyo que marca el límite noroeste del territorio y que es afluente del Río Salado. Más adelante –concretamente el 31 de julio de 1863- se firmaba el decreto de la fundación del pueblo. En 1846 entró en funciones el primer juez de paz propio del partido de Saladillo quien era el encargado de la organización y administración de la justicia y el gobierno.
Luego de un tiempo, Saavedra tomó en cuenta el pedido y ordena al juez de paz que forme una “comisión fundadora”, constituida finalmente en 1863. Formada ésta, sus miembros discutieron acerca de la ubicación donde se crearía el pueblo, llevados por la confrontación política entre mitristas y alsinistas. Muchos hacendados querían que su campo fuera el lugar elegido, y otros pretendían que este se ubicara cerca de un fortín.
Ante estos problemas, el gobernador Saavedra emitió, el 31 de julio de ese mismo año, el decreto de la fundación del pueblo. A pesar de los esfuerzos del juez de paz Álvarez, la comisión fundadora, permanecía enfrentada.
Varios miembros de la “comisión fundadora” recibieron al ministro Mariano Acosta quien arribó a Saladillo junto con el agrimensor Enrique Nelson y su ayudante Jacques Coquet con la firme decisión de fundar el pueblo. Junto con el juez de paz eligieron el terreno adecuado luego de unas horas al encontrar una “lomada” de tierra negra y, con la venia del agrimensor, el ministro bajó de su caballo y, donde actualmente se sitúa el monumento a la bandera en la plaza principal, clavó la estaca fundacional exclamando: “salga pato o gallareta, aquí será el centro del pueblo”.
Federico Álvarez de Toledo Bedoya, uno de los integrantes de la "comisión fundadora" y estanciero del pago, fue quien tuvo a su cargo la colocación de la piedra fundamental del pueblo de Saladillo ya que los restantes miembros lo seleccionaron debido a que “siendo el miembro más joven, podrá ver el futuro de lo que ahora empezamos”.
A partir de ese momento, quedó a cargo de Nelson, Coquet y sus peones, la tarea de delinear y planear avenidas, calles, solares y quintas, para dar forma al pueblo, siendo el trazado oficialmente aprobado el 1 de septiembre del mismo año.
Al mismo tiempo, uno de los conflictos a los que se enfrentaba toda la región eran los ataques aborígenes, que se agravaron radicalmente tras el derrocamiento del gobernador Rosas, quien si bien tenía una buena relación con los indios amigos, no la tenía con aquellos que maloneaban las estancias y pueblos de la frontera sur. [cita requerida]Finalmente la Conquista del Desierto, en 1879, dio solución al problema del indio, avanzando las fronteras nacionales inicialmente hasta los ríos Negro y Neuquén.
Recién en 1948 el pueblo de Saladillo fue promovido a la jerarquía de ciudad por gestiones del diputado provincial Américo Nicolás Giordano.

## Mitología
Según cuenta la "Leyenda del Indio Anfibio" (extendida tanto en Saladillo como también en partidos aledaños), en la vasta zona de humedales que atraviesan estos territorios habitaba una tribu indígena dentro de la cual uno de sus integrantes era una mezcla de ser humano y pez.
La narración indica que tras una temporada en la que el humedal creció mucho más de lo previsto, toda la tribu desapareció, aunque este indio (el más joven de su grupo) habría sido el único sobreviviente. Quienes sostienen que los integrantes de la tribu se ahogaron, justifican la supervivencia del indio anfibio en las aletas y branquias que poseía. 
Sin embargo, hay también quienes dicen que habiéndose transformado todos los integrantes de su tribu en distintas especies de aves y peces, este indio (vivo) es el encargado de proteger el ciclo natural del humedal para que ellos puedan sobrevivir. Es por ello que actualmente está extendida la creencia de que el indio maldice las tierras de quienes realizan canales que modifican los cursos naturales de agua, haciendo que el rendimiento de los campos sea muy bajo, y destinando al fracaso a los pocos recursos que surjan de ellos.
Se dice que esta misma maldición es la causa de los trastornos mentales que sufren muchos de los propietarios de los campos que no respetan este ecosistema, lo que finalmente los espanta y los lleva a abandonar el territorio. 
Otro mito extendido en la zona es el de la Luz mala

## Economía
Hacia 1870, la producción de Saladillo se basaba casi en su totalidad en la cría de ganado ovino que se conoció en toda la provincia como “fiebre lanar”, seguido por el bovino, y el cultivo de trigo, industrializado en el pueblo.
Las ganancias de los pequeños productores, desde 1900, se basaban en la agricultura.
A partir de la segunda década del siglo XX la economía de Saladillo comenzó a declinar. En 1968 no hubo crecimiento económico: la ganadería se mantuvo presente sin aumentos y la agricultura disminuyó su producción. La solución que tomó la población rural fue la de realizar ambas actividades.
Ya a finales de siglo XX comenzó a desarrollarse la industria, lo que generó más puestos de trabajo. La más destacada fue la de construcción; aun así, las de regular importancia, fueron Cargil, el molino harinero y las fábricas de chacinados. 
Actualmente, una de las actividades más importantes es la agricultura de cereales y oleaginosas. Los principales cultivos son la soja, girasol, maíz y trigo.En los últimos años se produjo la llegada de cultivos como el almendro y la vid ampliaron la perspectiva económica de la zona.
Otra actividad de gran relevancia es la ganadería. La cría de ganado bovino es la que posee mayor expansión, especialmente tras la aparición de los feed-lots, y se la destina a la producción de carne, y en menor medida, a la producción lechera. En segundo lugar, a pesar de haber sido de gran importancia en el pasado, se encuentra el ganado ovino, seguido del ganado porcino. En menor escala aún se encuentra el ganado equino, que disminuye paulatinamente.
Otras actividades económicas muy desarrolladas son la apicultura y avicultura, y en vías de desarrollo, la cunicultura.
También existe un importante desarrollo industrial, impulsado con líneas de crédito, planes de emergencia y mejoras, apoyo municipal a microemprendimientos y subsidios a empresas. Actualmente algunas de las empresas instaladas son: Thyssen Plastic Solutions, El Tejar, Pet-food, Baya Casal, La Bragadense, Metalcen S.A., Los Grobos, Distrinando y El Vasco Alpargatas.

## Ferrocarril
En 1884 se produjo la llegada del primer ferrocarril, el Ferrocarril del Oeste, luego Ferrocarril del Sur y actualmente Ferrocarril Gral. Roca, lo que produjo un importante progreso del todo el partido de Saladillo y que fue financiado con dinero de los estancieros, del vecindario, del municipio y donaciones de terrenos. En los años siguientes hicieron su aparición numerosas vías ferroviarias, que a pesar de haber sido vendidas a empresas inglesas, impulsaron aún más el transporte de animales, semillas, correspondencias y principalmente inmigrantes, que aumentaban la población urbana de Saladillo y sus alrededores.
En 1912 llega el Ferrocarril Provincial.
A partir de 1948 los ferrocarriles son nacionalizados durante el gobierno de Juan Domingo Perón: el Ferrocarril del Sud fue llamado General Roca y el Provincial fue incorporado al General Belgrano.  
Pero en 1961, durante la presidencia de Aturo Frondizi tras un intento fallido por modernizar los ferrocarriles gran parte de éstos fueron cerrados y desmantelados, perdiendo Saladillo el Ferrocarril provincial. En Saladillo, al igual que en numerosas ciudades, se organizaron huelgas y reclamos, que no lograron rehabilitar el funcionamiento de los trenes.  Comenzaba una lenta y progresiva decadencia del sistema ferroviario.
El gobierno de facto, en 1977, suprimió el servicio de pasajeros del ferrocarril Roca, que retornó junto con la democracia, pero que luego, durante el gobierno de Carlos Menem, fue finalmente privatizado. En 2003, durante la presidencia de Néstor Kirchner, Saladillo recuperó su servicio de pasajeros contando con el mismo los fines de semana. En la década de 1960 muchos ramales fueron cerrados, entre los que se encontró el de Saladillo. Con su desaparición, muchos pueblos, como Polvaredas, Álvarez de Toledo, Saladillo Norte y Reinoso, disminuyeron su población, e incluso, Blaquier desapareció casi por completo. En la actualidad, solo los días viernes y domingos llegan dos trenes provenientes de Temperley, uno finaliza en Saladillo y el otro sigue hasta Gral. Alvear. Ambos retornan a Temperley al día siguiente. También se utilizan, por ejemplo, vagones para el funcionamiento de la “Casita de la Vía”, la estación como oficinas y los galpones como lugares para realizar actividades culturales.

## Instituciones importantes
Las instituciones más importantes de la ciudad son la Federación Agraria Argentina, biblioteca municipal “Bartolomé Mitre”( desde 1872), Aeroclub, Sociedad Bomberos Voluntarios, Cooperativa Agrícola ganadera, CE.DI.FI.SA., Sociedad Italiana, Sociedad Española, Sociedad Rural, Escuela N.º 1 (fundada en 1865, como primera escuela de varones), Municipalidad (desde 1867) y el Hospital “Doctor Alejandro Posadas” (formado en 1903, mediante una asamblea vecinal organizada por Emparanza, e inaugurado en 1906, con el nombre del médico saladillense reconocido en el país).

## Población
Según los resultados definitivos del censo de 2022 la población del partido alcanza los 35.656 habitantes.
Desde Europa llegaron pobladores que escapaban de la situación política y social, atraídos por la ley de Enfiteusis, desde sus países en busca de tierras fértiles para trabajar. Los datos arrojados por el primer censo (1869) indicaron que la población del partido de Saladillo era de 7.314 habitantes, entre los que se encontraban argentinos, españoles, italianos, franceses, ingleses, irlandeses, sirio libaneses, uruguayos y aborígenes.
Los españoles fueron campesinos, comerciantes y obreros. Los italianos se dedicaron a la mecánica, la herrería, construcción y agricultura. Los irlandeses y franceses, por su parte, sobresalían en los trabajos rurales. Los sirio libaneses eran vendedores ambulantes y comerciantes.
Otra ley que estimuló el crecimiento del flujo inmigratorio fue la ley de inmigración (sancionada en 1876), lo que llevó consigo un gran desarrollo y transformación de las actividades económicas. 
Con todas las medidas promotoras de la inmigración, en 1958 la población alcanzaba los 29.667 habitantes. Pero a partir de ese momento, disminuyó notablemente por la migración hacia ciudades industrializadas, principalmente Gran Buenos Aires, en búsqueda de trabajo y mejores condiciones de vida. Además, la migración se daba también desde el campo a la ciudad. Así fue que alcanzó, en 1970, los 23.214 habitantes.
Luego de este descenso, la población se mantuvo estable, con leves aumentos, contando con el importante apoyo del ferrocarril.
Según datos del INDEC la Población en 2022 es de 35.669 Habitantes.

## Problemáticas actuales
Las problemáticas que enfrenta hoy en día la ciudad abarcan diferentes temáticas: violencia institucional, tránsito, inundaciones, sequías, y problemas de contaminación medioambiental como por ejemplo fumigaciones y canalizaciones ilegales de cursos de agua. 
La violencia se genera comúnmente a la salida de los boliches entre jóvenes y la seguridad del mismo o policías. Llegan a someter a las personas con encierros injustificados y en condiciones indignas, golpes e insultos. [cita requerida]
El tránsito se ve afectado por los numerosos accidentes, en los que participan, en general, menores conduciendo motocicletas.
Las inundaciones y las sequías se alternan en periodos de varios años, perjudicando a los campos y sus respectivas actividades. En estos últimos meses, a causa de las inundaciones, muchos agricultores perdieron sus siembras, y los ganaderos tuvieron grandes pérdidas. Los caminos fueron intransitables, y las casas y escuelas se inundaron, afectando tanto a la población rural como urbana.[cita requerida]
Las fumigaciones, algunas veces, se realizan cerca de la planta urbana, aún sabiendo que afectan la salud. Por lo que muchos vecinos reclaman establecer un límite alejado de sus viviendas. Esta problemática está bajo la vigilancia de ECOS (Ecología con orientación social, organización formada en 2004), que además se preocupa por la contaminación del agua potable de la ciudad (con arsénico y/o nitratos), los daños al medio ambiente por parte de lo feed-lots y los perjuicios que provoca el basural.
Las canalizaciones de cursos de agua están a priori prohibidas tanto para particulares (ya sea dueños o arrendatarios). Si bien cualquier modificación artificial de los cursos naturales de agua debe ser analizada y avalada por las autoridades de Saladillo (así como la Autoridad Del Agua de la Provincia de Buenos Aires), son numerosos los casos en los que, sin estudio de impacto ambiental ni autorización legal, se realizan alteraciones a los cursos naturales de agua, generando numerosos problemas en el ecosistema del área. Un claro ejemplo de degradación medioambiental ocurre en torno a la Laguna Indio Muerto, un gran espejo de agua (parte en un humedal mucho más extenso) en el cual cada cierto tiempo aparece una gran cantidad de peces muertos que sucumben debido a la alteración de los movimientos naturales de agua.

## Localidades del Partido
Población según censo 2010.
- Saladillo, cabecera, 26.763 hab.
- Del Carril 1.270 hab
- Polvaredas 392 hab.
- Cazón 209 hab.
- Álvarez de Toledo 213 hab.
- Juan José Blaquier 12 hab.

## Parajes del Partido
- El Mangrullo
- La Barrancosa
- La Campana
- La Mascota
- La Razón
- La Margarita
- Esther
- Emiliano Reynoso
- Saladillo Norte
- José Ramón Sojo
- San Blas
- Gobernador Ortiz de Rozas
- San Benito

## Enlaces de comunicación

### Rutas terrestres
- • RN 205
- • RP 51: a 5 km de Saladillo
- • RP 91: Saladillo a Las Flores; empalma con RN 3 a 80 km
- • RP 215: Saladillo a Polvaredas (no hay traza a Monte)

### FF.CC.
- FCGR: de y a Plaza Constitución Buenos Aires, Temperley, Cañuelas, Uribelarrea, Empalme Lobos, Lobos, Salvador María, Roque Pérez, Del Carril, Cazón, Saladillo. Este servicio fue restablecido en el año 2003 (presidencia de Néstor Kirchner) y cancelado en diciembre de 2017 (presidencia de Mauricio Macri). Desde esa fecha a la actualidad no hubo movimiento ferroviario en este ramal (vía Gral. Alvear).

### Rutas aéreas
- Aeródromo provincial: pista de hormigón de 1300 m, balizada.

## Estación Meteorológica
Está operativa en la ciudad de Saladillo desde el 6 de junio de 2003 en el Radio Club local LU9DZZ, con coordenadas 35°38′04″S 59°46′20″O / -35.63444, -59.77222S.
La "Defensa Civil del Partido de Saladillo" informa de temperaturas, humedad relativa ambiente, presión atmosférica; lluvias diarias, mensuales, anuales; velocidad y dirección del viento, alarmas, etc.

## Intendentes Municipales de Saladillo desde 1902
- 1902-1908	Francisco Emparanza
- 1908-1910	Raúl Torrent
- 1910-1911	Francisco Emparanza
- 1920-1923	Alejandro Armendáriz
- 1924-1926	E. Escarrá
- 1927-1928	Alejandro Armendáriz
- 1928-1930	Santos Elizalde
- 1930	Atilio Viale
- 1931	Juan Carlos Sabaté
- 1932-1934	Domingo J. Candia
- 1935-1937	Américo Landolfi
- 1938-1940	Juan Carlos Sabaté
- 1941-1943	Samuel Ayarragaray
- 1944	Juan A. Mottino
- 1945	Donato R. Cotignola
- 1946 Argo del De
- 1952 -1955 Tomás Santiago Lissalde (Peronismo)
- 1958-1962	Carlos A. Arrospide
- 1962-1962	Carlos A. Arrospide (con. interino)
- 1962-1962	Jacobo Gabibi
- 1962-1963	Fernando López
- 1963-1963	Guillermo B. Hang
- 1963-1966	Valerio de Iraola
- 1966-1966	Tte Cnel Ricardes (de facto)
- 1966-1970	Guillermo B. Hang
- 1970-1970	Patricio Kirk Moore
- 1970-1973	Fernando J. López (de facto)
- 1973-1976	Ariel Delia (FREJULI -  Frente Justicialista de Liberación)
- 1976:	 Interventor militar Carlos Alberto Ramón Elizathe (de facto)
- 1976-1981	Horacio Ferré (de facto)
- 1981-1983	Jorge Rosso Picot (de facto)
- 1983-1991	Francisco Ferro (UCR)
- 1991-2015 Carlos Antonio Gorosito (UCR)
- 2015-2027 José Luis Salomón (UCR-Cambiemos)